# ألبرتو سوردي
ألبرتو سوردي (بالإيطالية: Alberto Sordi) ممثل ومخرج وكاتب سيناريو إيطالي، بدأ عمله في السينما الإيطالية عام 1936 بتقليد صوت الممثل الهزلي أوليفر هاردي (لوريل وهاردي) في النسخة المدبلجة من الإنكليزية إلى الإيطالية، وقد شارك في أكثر من 150 فيلماً على مدى الستين سنة التي عمل فيها في السينما.
ألبرتو سوردي من مواليد روما في مايو 1920، وحاصل على جوائز فنية عالمية من هوليوود وروما وباريس وكثير من العواصم الأوروبية والآسيوية، وكان المواطن الأول بعد محافظ روما أو رئيسا شرفياً للعاصمة لعشقه الشديد لمدينة روما حتى تولى منصب عمدة روما لمدة يوم واحد أسس فيه أول جمعية فنية لرعاية صغار السينمائيين في إيطاليا.
ويندر أن يخلو مطعم من مطاعم العاصمة الإيطالية روما من صورة للممثل سوردي ووجهه محشو بالإسباكتي في فيلمه الشهير عام 1954 «أميركي في روما»، ولم يعرف عن الحياة العاطفية للممثل الراحل سوى القليل ولكنه لم يتزوج أبدا.

## مسيرته الفنية
أول دور كبير مثّله كان في فيلم «ثلاثة نسورصغيرة» (1942). كشف المخرج فيديريكو فيلليني إمكانات سوردي الإبداعية الحقيقية في فيلمه «الشيخ الأبيض» (1952)، إذ أسند إليه دور ممثل هاوٍ وساذج. أدى سوردي لدى
فيلليني أيضاً في فيلمه التالي «المتسكعون» (1953) دور شاب حالم معجب بذاته ومثير للشفقة، ضمن مجموعة من الشباب العابثين المتسكعين، الذين تمر الحياة بهم فلا يحفلون بها ولا تحفل بهم. وقد شارك في تمثيل هذا الفيلم إلى جانب سوردي، كل من الممثلين: فرانكو إنترلينغي، وفرانكو فابريزي، وليوبولدو تريستي. كذلك أدى دورين ناجحين في فيلم «جريمة جوفاني إيبيسكوبو» «1947»، وفيلم «العازب» 1955. في تلك المرحلة كان القاسم المشترك للأدوار الكوميدية التي أداها سوردي هو اللامعنى الذي تنتهي إليه طموحات الشخصية التي يؤديها، مجسداً عبر طباع شخصية تتسم بفوران العواطف من جهة، والخمول العملي من جهة أخرى.
قام سوردي بانعطافة مفاجئة عندما ذهب إلى أمريكا ليؤدي دوراً في فيلم درامي هو «وداعاً للسلاح» (1957) للمخرج شارل فيدور عن رواية أرنست همنغواي. وعمل سوردي مع المخرجين ماريو مونيتشيللي، وستينو بدءاً من فيلم «توتو وملوك روما» (1951). ولكن الحدث الأهم في إبداع سوردي كان مشاركته في فيلم لويجي كومينتشيني «الجميع إلى البيوت» 1960، إذ جسد دور ضابط يواصل إصدار الأوامر رغم أن جيشه قد مني بهزيمة نكراء. وفي فيلمي فيتوريو دو سيكا «يوم الحساب» (1961)، و«انفجار» (1963)، الذي يتحدث عن الفورة الاقتصادية في إيطاليا الستينيات، جسد سوردي اثنين من أفضل أدواره التراجيكوميدية. وقدم دوراً مميزاً كذلك في فيلم «حياة صعبة» (1961)، إخراج دينو ريزي، وشاركه التمثيل ليا ماساري، وفرانكو فابريتسي.
مثّل سوردي أيضاً في أفلام: «معلم من فيجيفانو» (1963)، إخراج إ. بيتري، و«هؤلاء الرجال العظام وآلاتهم الطائرة» 1965، إخراج ك. أناكين، و«طبيب صندوق التأمين» (1968)، إخراج ل. زامبا، و«معتقل بانتظار المحاكمة» (1971)، إخراج ناني لوي «نال جائزة في مهرجان برلين السينمائي عام 1972، و«بورجوازي صغيرجداً» (1977)، و«ماركيزة ديل غريللو» (1982) والفيلمان من إخراج م. مونيتشيللي.

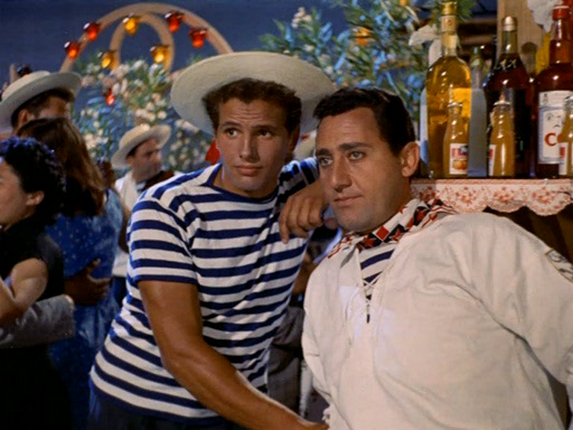
سوردي في فيلم البندقية والقمر

كان ألبرتو سوردي مشهوراً جداً في إيطاليا، ولكن شهرته لم تتجاوز حدودها إلا في سنوات السبعينات بعد عدة أفلام، منها: «هل ينجح أبطالنا في العثور على صديقهم الذي اختفى بطريقة غامضة في أفريقيا؟» (1968)، إخراج إيتوري سكولا، وشارك في بطولته الممثل الإيطالي الكوميدي الشهير نينو مانفريدي، و«روما فيلليني» (1972)، إخراج فيديريكو فيلليني، الذي يلقي نظرة معاصرة، ومن زاوية شديدة الخصوصية على روما المعاصرة، و«مال العجوز» 1972، إخراج لويجي كومينشيني، وشارك سوردي في تمثيله كل من سيلفانا مانغانو، والممثلة الأمريكية الشهيرة بيتي ديفز التي أدت دور العجوز الأمريكية، ويتحدث الفيلم عن شاب وفتاة، يحصلان على رزقهما بأكثر الطرق وضاعة، وكيف يقعان ضحية عجوز أمريكية ثرية في لعبة ورق. ويعد هذا الفيلم من أبرز أفلام الكوميديا الإيطالية. وهناك أيضاً فيلم «الازدحام الكبير» (1978)، إخراج لويجي كومينشيني. ثم شارك سوردي في أفلام كوميدية كل منها مؤلف من عدة قصص لمخرجين مختلفين مثل فيلم «الوحوش الجديدة» الذي أخرجه ثلاثة مخرجين: ماريومونيتشيللي، ودينو ريزي، وإيتوري سكولا.
وكذلك أخرج سوردي عدة أفلام وأدى أدواراً فيها، منها: «ضباب لندن» (1965)، و«عفواً، أأنت مع أم ضد؟» (1966)، و«إيطالي في أمريكا» (1967)، و«ساعدني يا حبي» (1969)، و«الأمل حي مادامت الحرب قائمة» (1974)، و«الإحساس بالعار» (1976)، و«أنا وكاترين» (1980)، و«أنا أعلم أنك تعلم أنني أعلم»، و«جولة مع بابا»، والفيلمان من إنتاج عام 1982.
صار ظهور ألبرتو سوردي الفني على شاشة السينما نادراً في ثمانينات وتسعينات القرن العشرين، ولكنه التقى بتعاون أخير مع المخرج إيتوري سكولا عام ـ(1995) في فيلم «قصة شاب بائس». وكان سوردي يشارك في كتابة سيناريو الأفلام التي يخرجها، والتي كان يكتبها في أغلب الأحيان الكاتب ر. سونيغو.
عام 1983 كرّم مهرجان موسكو السينمائي ألبرتو سوردي لمجمل أعماله وإسهاماته في الفن السينمائي. وتم انتخابه في السنوات الأخيرة من عمره، عضواً في مجلس الشيوخ الإيطالي مدى الحياة تقديراً لأعماله الفنية وانتقاداته الكوميدية اللاذعة للمجتمع الإيطالي.

## وفاته
توفي ألبرتو سوردي عام 2003 في منزله بروما عن عمر يناهز 82 سنة متأثرا بإصابته بالتهاب شعبي بعد صراع دام ستة أشهر مع مرض السرطان. ووصفت الممثلة الايطالية صوفيا لورين موته بأنه أحد أسوأ الأيام في حياتها. وقالت إن سوردي «كان صديقا عظيما جدا وكان من أعظم نجوم الكوميديا لدينا، وقد خلف لدينا إحساسا بالوحدة والحنين لأزمنة مضت».

## روابط خارجية
- ألبرتو سوردي على موقع IMDb (الإنجليزية)
- ألبرتو سوردي على موقع ألو سيني (الفرنسية)
- ألبرتو سوردي على موقع ميوزك برينز (الإنجليزية)
- ألبرتو سوردي على موقع تيرنر كلاسيك موفيز (الإنجليزية)
- ألبرتو سوردي على موقع أول موفي (الإنجليزية)
- ألبرتو سوردي على موقع قاعدة بيانات الأفلام السويدية (السويدية)
- ألبرتو سوردي على موقع إن إن دي بي (الإنجليزية)
- ألبرتو سوردي على موقع ديسكوغز (الإنجليزية)
- ألبرتو سوردي على موقع قاعدة بيانات الفيلم (الإنجليزية)
- ألبرتو سوردي على موقع كينوبويسك (الروسية)